# بيوسنتريزم

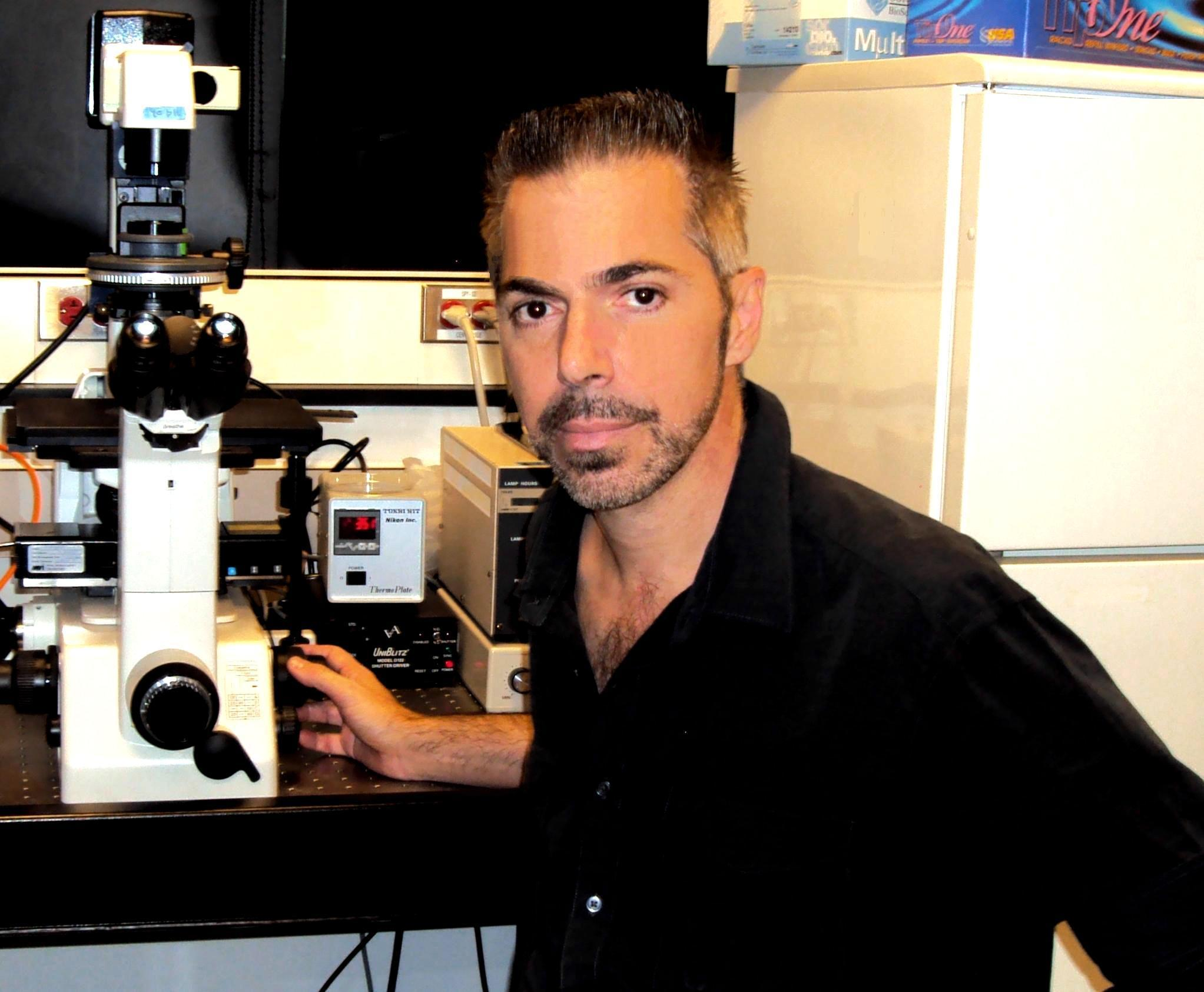

تدور النظرية حول كيف سيبدو الأمر بعد الموت، يحاول فيه روبرت لانزا ان يضع تصورا لهذه المرحلة من وجهة نظره المستندة إلى نتائج علمية اعتمدت كحصيلة لتجارب طويلة، ومن الجدير بالذكر هنا القول ان لانزا هو واضع نظرية (البايوسنترزم).

## فرضية البايوسنترزم
هي فرضية وضعها د.روبرت لانزا عام 2007 اعتبر فيها ان الحياة وعلم الأحياء يمثلان جوهر الوجود والواقع، وأن حياة الكون (المرئية والمتمثلة بالمفهوم القديم للتسمية) تخلق الفضاء الكوني بشقيه المرئي المدرك والغير مدرك وبجميع ظروفه الزمكانية بأفضلية نفهم منها ان العكس ليس صحيحا (أي ان الفضاء الكوني لايخلق حياة الكون/الوجود). ويعتمد لانزا في نظريته على ان (سيادة ملامح الوعي في أعمال ديكارت، كانط، ليبنيز، بيركيلي، شوبنهاور وبيرغسون)، تدعم جوهر القول بأن ما نسميه الفضاء والزمن هي صيغ للأدراك الحسي الحيواني أفضل إلى حد بعيد من اعتبارها اجسام مادية خارجية، وتعتمد نظرية لانزا على سبعة مبادئ سنحاول ان نبينها في مقالة أخرى.

## فرضية مركزية الحياة (بيوسنتريزم)
فرضية مركزية الحياة (بالإنجليزية: Biocentrism)‏ (بيوسنتريزم) هي نظرية اقترحها العالم الأمريكي (روبرت لانزا) في عام 2007 وفي نظر (لانزا): «تجسد الحياة وعلومها (البيولوجيا) مركزاً للكائن والحقيقة والكون، وتعتبر النظريات الحالية عن العالم الفيزيائي غير كافية لتفسير الكون ولن تنجح إلا إذا أخذت في حسبانها قيمة الحياة والوعي».
يقال لنا أن الحياة هي مجرد حادث فيزيقى. ولكن قائمة طويلة من التجارب أثبتت أن العكس هو الأرجح. التفكير في المكان والزمان. انهم ليسوا كائنات من الصعب أن نفكر في ذلك. كنت موجة يدك عن طريق الهواء، وإذا كنت تأخذ كل شيء بعيدا، ماذا تبقى؟ لا شيء. وينطبق الشيء نفسه مرة أخرى. أنت لا يمكنك وضعها في زجاجة مثل الحليب. إذا نظرتم إلى أي شيء، ويقول في الهاتف أمامك، لا يمكنك أن ترى أنه من خلال العظام التي تحيط الدماغ. كل ما تراه وتجربة الآن هو دوامة من المعلومات التي تحدث في عقلك. ذلك المكان والزمان هي ببساطة أدوات لوضع كل شيء معا. حتى الطقس، إذا ستصعد خطوة خارجا، فإنك سترى السماء الزرقاء. كما في علم الأحياء أستطيع أن أقول لكم أن الخلايا في الدماغ يمكن أن تتتغير بحيث تبدو السماء حمراء، أو حتى الأخضر. وينطبق هذا المنطق على كل شيء تقريبا، وبالتالي فإن خلاصة القول هي أن ما تراه لا يمكن أن يكون موجودا دون وعيه الخاص بك.

## الروابط الخارجية
- Robert Lanza – Biocentrism Articles, literature, and material on biocentrism
- Biocentricity.net, Videos, FAQ, and news pertaining to biocentrism